# Synagelides nepalensis
Synagelides nepalensis là một loài nhện trong họ Salticidae.
Loài này thuộc chi Synagelides. Synagelides nepalensis được Bohdanowicz miêu tả năm 1987.